# Топорнин, Дмитрий Андреевич
Дмитрий Андреевич Топорнин (19 мая 1846 — 6 июля 1914) — участник кампаний 1867—1870 годов в Средней Азии и Русско-японской войны 1904—1905 годов, командир 1-го Туркестанского, 19-го и 16-го армейских корпусов, генерал от артиллерии.

## Биография

### Служба
Топорнин родился 19 мая 1846 года. Окончив Оренбургский Неплюевский кадетский корпус, 12 сентября 1863 года поступил на военную службу и по окончании Михайловского артиллерийского училища 8 августа 1866 года был выпущен с чином сотника в конно-артиллерийскую бригаду Оренбургского казачьего войска. По прибытии в Оренбург был назначен командиром дивизиона конно-облегчённой № 2-й батареи, с которым осуществил переход из Стерлитамака в Ташкент. В 1867—1870 годах во главе дивизиона участвовал в боевых действиях в Средней Азии, в том числе: деле под Яны-Курганом 7 июля 1867 года, штурме Самаркандских высот 1 мая 1868 года, отражении нападения неприятеля на лагерь под Катта-Курганом 27 и 29 мая 1868 года, штурме и взятии Самарканда 8 июня 1868 года, взятии города Карши 23 октября 1868 года, штурме и взятии крепости Китаба 13 и 14 августа 1870 года. За оказанные отличия получил чин есаула (6 июня 1868 года, за первый штурм Самарканда) и пять боевых орденов. В 1872 году, также за боевые отличия, он был произведён в войсковые старшины (со старшинством с 14 августа 1870 года, за взятие крепости Китаба).
Сослуживец Топорнина в Средней Азии В. А. Полторацкий так характеризовал его:

Топорнин, есаул казачьей батареи, очень молодой человек, расторопный и способный артиллерист, не раз уже проявивший в здешних делах свою лихость и известный по всей области своею отвагой. Он ходко двигается на служебном поприще, без всяких на то вспомогательных причин, одними личными заслугами

24 мая 1872 года произведён в подполковники, состоя командиром 1-го дивизиона конно-облегчённой артиллерийской батареи № 3-й батареи Оренбургского казачьего войска.
С 29 мая 1874 года по 3 сентября 1878 года и вторично с 1 февраля по 17 ноября 1879 года Топорнин являлся командиром № 5-й (до 1876 года — № 1-й) Оренбургской казачьей конно-артиллерийской батареи. 26 февраля 1879 года был произведён в полковники. 17 ноября 1879 года был назначен командиром Оренбургской конно-артиллерийской бригады и оставался в этой должности десять с половиной лет, получив 6 мая 1889 года чин генерал-майора.
25 мая 1890 года Топорнин стал командиром Восточно-Сибирской артиллерийской бригады с зачислением по полевой пешей артиллерии. В том же году был зачислен в войсковое сословие Оренбургского казачьего войска (по станице Богуславской). С 11 октября 1893 года по 9 августа 1896 года был исправляющим должность начальника артиллерии Приамурского военного округа, а затем по 19 января 1898 года занимал аналогичный пост во 2-м армейском корпусе. 19 января 1898 года был перемещён исправляющим должность начальника артиллерии 3-го армейского корпуса и 5 апреля того же года произведён в генерал-лейтенанты с утверждением в занимаемой должности.
10 апреля 1901 года Топорнин был назначен командиром 1-го Туркестанского армейского корпуса, 11 декабря 1903 года получил в командование 19-й армейский корпус. Вскоре после начала войны с Японией Топорнин, назначенный председателем комиссии по испытанию патронов к скорострельным пушкам, привёз А. М. Куропаткиной, супруге командующего Манчжурской армией, письмо «на имя Куропаткина, в котором сообщал, что трубки, хранившиеся негерметически, как дистанционные уже никуда не годились. Между тем, вся артиллерия на Дальнем Востоке вооружилась новыми орудиями и снарядами с трубками этого типа».
Однако расследование заявления Топорнина начальником Канцелярии Военного министерства А. Ф. Редигером выявило его несостоятельность. По словам А. Ф. Редигера:

Вся напрасная тревога была вызвана незнанием Топорниным своего дела; в некрасивом виде его выставляло то, что открыв (по его убеждению) столь опасный изъян в нашем вооружении, он боялся открыто заявить об этом по начальству. И то и другое я имел в виду впоследствии при оценке пригодности Топорнина к службе

28 сентября 1904 года Топорнин был назначен командиром 16-го армейского корпуса, во главе которого принял участие в боевых действиях против японцев. За отличие в делах против неприятеля награждён золотым оружием с надписью «За храбрость».

### Отставка
В 1906 году по инициативе А. Ф. Редигера, ставшего к этому времени военным министром, Высшая аттестационная комиссия постановила уволить Топорнина от службы, что и было утверждено императором. Перед отставкой, однако, Топорнин был награждён орденом Белого орла и 6 декабря 1906 года произведён в генералы от артиллерии. 17 дней спустя, 23 декабря 1906 года, Топорнин был уволен от службы по домашним обстоятельствам с мундиром и пенсией, после чего поселился в Санкт-Петербурге.
При уходе в 1909 году А. Ф. Редигера с должности военного министра Николай II заметил новому министру В. А. Сухомлинову, что недоволен некоторыми решениями Высшей аттестационной комиссии и, в частности, увольнением Топорнина. А. Ф. Редигер полагал, что с увольнением Топорнина «армия ничего не потеряла» и отмечал:

Я не знаю, кто именно надоел государю заступничеством за Топорнина так, что именно его фамилия пришла ему в голову. Топорнин прибег к оригинальному способу рекламировать себя: он ездил верхом по Невскому. Увольнение объяснялось всегда необходимостью омолодить состав начальствующих лиц, а не их глупостью или неспособностью; Топорнин, по-видимому, хотел доказать, что он физически ещё бодр

Тем не менее попытки Топорнина вернуться на службу успехом не увенчались и при новом военном министре. Последние годы жизни он проживал в Санкт-Петербурге по адресу: Суворовский, 34, затем Таврическая, 1 вместе с супругой Марией Герасимовной Колпаковской, дочерью Степного генерал-губернатора и члена Военного Совета генерала от инфантерии Г. А. Колпаковского. По политическим взглядам принадлежал к правым, являясь на 1913 год казначеем Главного Совета Всероссийского национального союза.
Скончался 6 июля 1914 года в возрасте 68 лет в местности «Пухтолова гора» Выборгской губернии.

## Награды
- Орден Святого Станислава 3-й степени с мечами и бантом (1868 год, за бой под Яны-Курганом)
- Орден Святой Анны 3-й степени с мечами и бантом (1869 год, за дело под Катта-Курганом)
- Орден Святого Владимира 4-й степени с мечами и бантом (1869 год, за бой на Зарабулакских высотах)
- Орден Святого Станислава 2-й степени с мечами (1869 год, за второй штурм Самарканда)
- Орден Святого Станислава 2-й степени с Императорской короной и мечами (1870 год, за взятие Карши)
- Орден Святой Анны 2-й степени (1874 год)
- Орден Святого Владимира 3-й степени (1883 год)
- Орден Святого Станислава 1-й степени (30 августа 1892 года)
- Орден Святой Анны 1-й степени (14 мая 1896 года)
- Орден Святого Владимира 2-й степени (6 декабря 1901 года)
- Орден Белого орла (23 октября 1906 года)
- Золотое оружие с надписью «За храбрость» (14 ноября 1906 года)
- Мечи к Ордену Белого орла (ВП 04.01.1908)